# 鳳凰山 (香港)

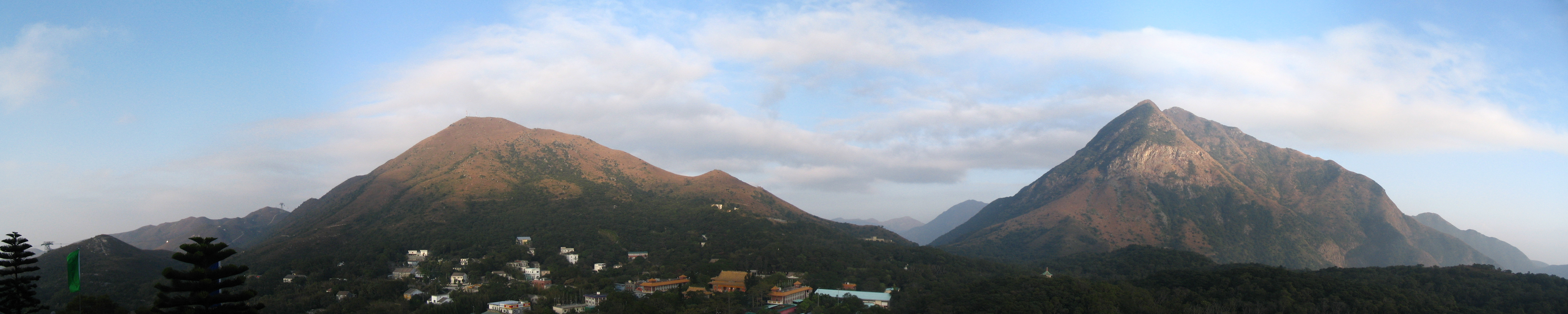
從天壇大佛基層對望彌勒山和鳳凰山，圖左可見昂坪360的纜塔

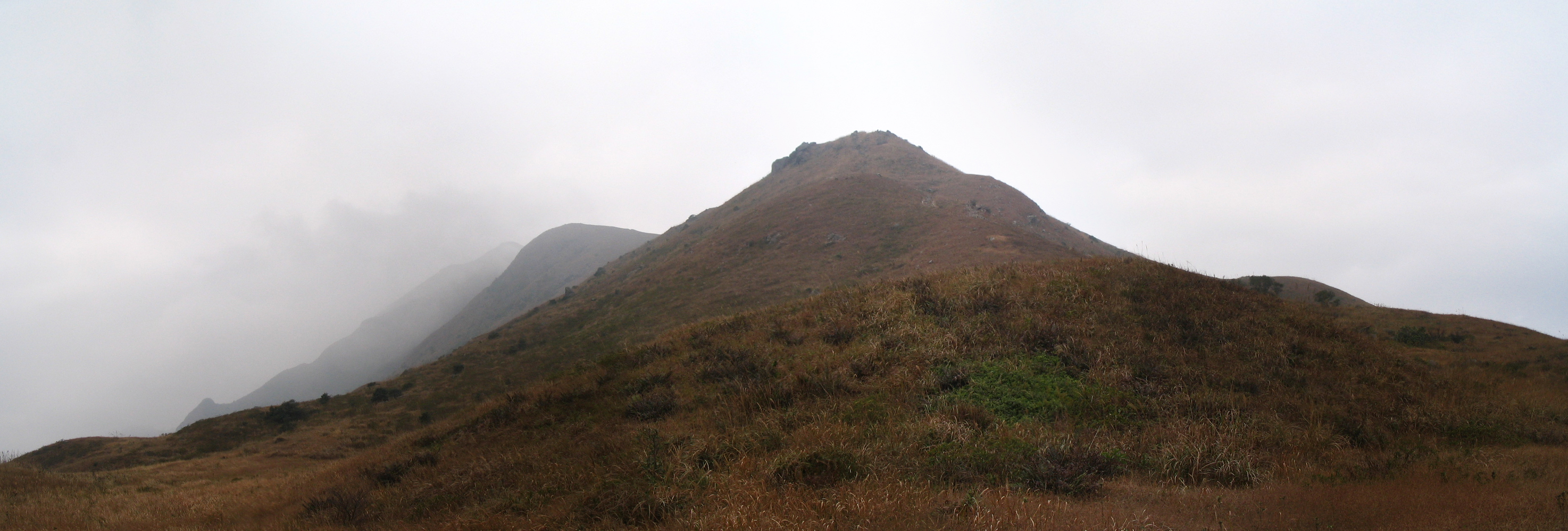
鳳凰山東面

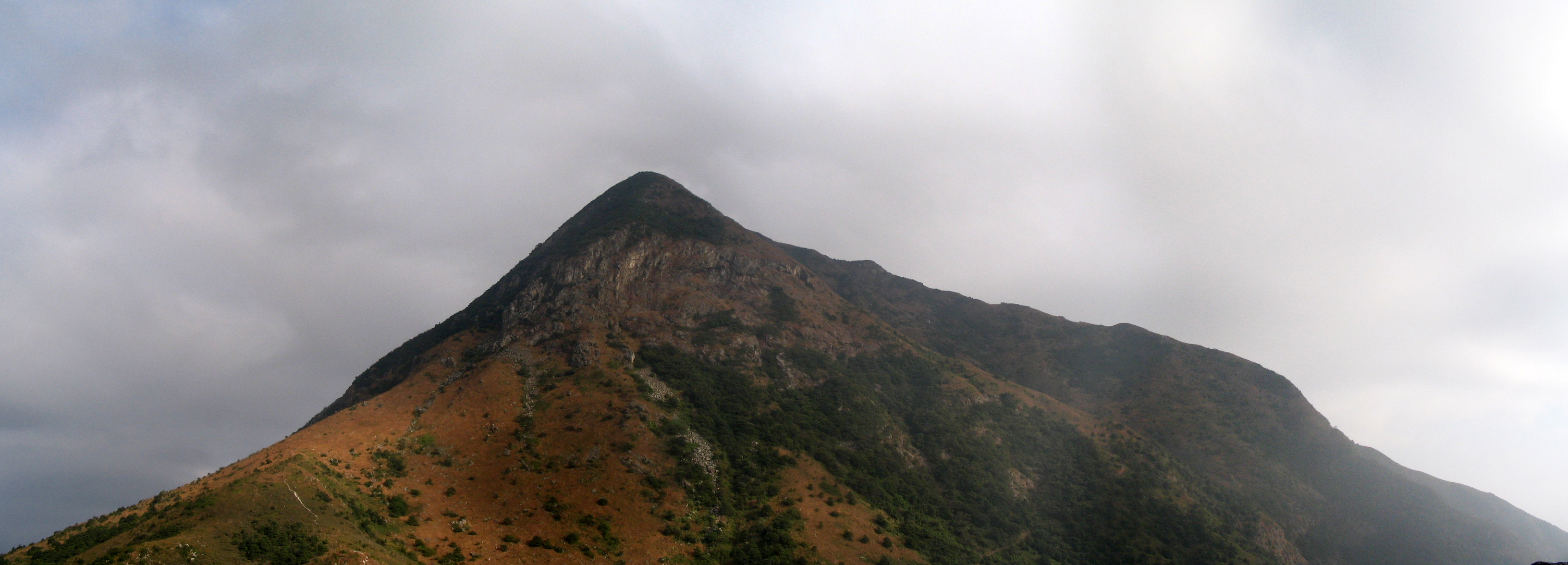
鳳凰山西面，攝於心經簡林

鳳凰山（英語：Lantau Peak）位於南大嶼郊野公園之內，是大嶼山最高、香港第二高的山峰，海拔934米高，比全港最高山峰大帽山（957米）僅低23米。

## 別名
鳳凰山別稱爛頭山，並且成為英文名稱（Lantau Peak）的來源，因為遠觀山頂時，頂部如一個有缺失的山頭，加上怪石嶙峋，故此「爛頭山」成為該座山的中文別稱。英國人初到大嶼山查問地名，村民告知為「爛頭」，英國人音譯「爛頭」為英語（Lantau），大嶼山的英文島名就被稱為（Lantau Island），意即「爛頭島」，故此大嶼山的英文島名亦得自鳳凰山。
此外，因山峰好像烏鴉仰天張口，鳳凰山也有別稱鴉雀口山。

## 地理
鳳凰山位於南大嶼郊野公園之內，處於大東山及伯公坳以西，木魚山以東，狗牙嶺以北，昂坪和彌勒山之東南，地塘仔之西南。
鳳凰山有兩個峰頂，主峰（鳳峰）高度為海拔934米，比香港最高的山峰大帽山（957米）僅低23米，為大嶼山最高的山峰，而副峰（凰峰）高度則為海拔918米。由於主峰和副峰之間的距離十分接近，在遠看鳳凰山的雙峰時會產生山頂「爛掉」的錯覺，故又名「爛頭山」。

## 生態
鳳凰山主要由火成岩組成。山峰低處有樹林，但受高山氣候限制，樹木只能伸展至海拔550米為止，再高的地方植物則以灌木及草為主。
動物方面，鳳凰山有各種鳥類、昆蟲及蝴蝶等野生動物。

## 氣候
鳳凰山位於大嶼山中南部，主峰高海拔934米，與香港之巔大帽山僅低23米海拔。由於鳳凰山處於山區風口位及地勢高，終年常有大風和大霧，夏季涼爽（夏季最熱時氣溫僅屬於和暖，即19-23°C)；冬季寒冷甚至嚴寒(體感溫度可能十分寒冷)，是香港少數沒有真正的夏季地方，也算是香港盛夏時的避暑勝地之一，更與大帽山一樣成為香港少數的溫帶季風氣候區；春季則寒冷至清涼但相當潮濕，而秋季則清涼且乾燥，亦因其氣候與大帽山同樣獨特，嚴冬時也有機會出現結霜及降雪等冬季特殊天氣現象，甚至比大帽山和昂坪還要寒冷得多（因遠離市區和終年常刮大風）。因為鳳凰山山頂沒有設置任何氣象站，往往只能以香港天文台昂坪氣象站作為其氣溫參考而已。按鄰近的昂坪較赤鱲角氣象站氣溫低5℃來推算，估計鳳凰山的氣溫較昂坪低2至4℃左右。
鳳凰山氣溫1-12月（僅參考昂坪氣象站數據）
| 鳳凰山 (934m)     | 鳳凰山 (934m) | 鳳凰山 (934m) | 鳳凰山 (934m) | 鳳凰山 (934m) | 鳳凰山 (934m) | 鳳凰山 (934m) | 鳳凰山 (934m) | 鳳凰山 (934m) | 鳳凰山 (934m) | 鳳凰山 (934m) | 鳳凰山 (934m) | 鳳凰山 (934m) | 鳳凰山 (934m) |
| 月份              | 1月           | 2月           | 3月           | 4月           | 5月           | 6月           | 7月           | 8月           | 9月           | 10月          | 11月          | 12月          | 全年          |
| ----------------- | ------------- | ------------- | ------------- | ------------- | ------------- | ------------- | ------------- | ------------- | ------------- | ------------- | ------------- | ------------- | ------------- |
| 平均高温 °C（°F） | 13.6 (56.5)   | 14.8 (58.6)   | 16.5 (61.7)   | 18.4 (65.1)   | 20.3 (68.5)   | 21.4 (70.5)   | 21.9 (71.4)   | 22.9 (73.2)   | 22.6 (72.7)   | 20.6 (69.1)   | 17.9 (64.2)   | 14.4 (57.9)   | 18.8 (65.8)   |
| 日均气温 °C（°F） | 9.9 (49.8)    | 11.8 (53.2)   | 14.0 (57.2)   | 16.5 (61.7)   | 19.1 (66.4)   | 20.5 (68.9)   | 20.8 (69.4)   | 21.2 (70.2)   | 20.4 (68.7)   | 17.7 (63.9)   | 15.1 (59.2)   | 11.0 (51.8)   | 16.5 (61.7)   |
| 平均低温 °C（°F） | 7.5 (45.5)    | 9.5 (49.1)    | 11.8 (53.2)   | 15.0 (59.0)   | 17.8 (64.0)   | 19.5 (67.1)   | 19.7 (67.5)   | 19.7 (67.5)   | 19.0 (66.2)   | 16.1 (61.0)   | 13.1 (55.6)   | 8.8 (47.8)    | 14.8 (58.6)   |
| [ 來源請求 ]      |               |               |               |               |               |               |               |               |               |               |               |               |               |

香港提供的台风名称“鳳凰”则来源于鳳凰山。

## 旅遊
雖然鳳凰山比香港最高峰大帽山的高度略低，但因爲大帽山山峰範圍設有雷達站及情報接收天線而不對外開放，故此排行第二高的鳳凰山成爲遠足人士可登頂的香港最高峰。得名自鳳凰山的鳳凰徑為大嶼山的主要遠足徑，其中鳳凰徑第三段由伯公坳開始，途經鳳凰山的主峰（鳳峰），經斬柴坳到昂坪。沿鳳凰徑上走，在700多米高的山脊上，可看見「南天門」，鳳凰山上的南天門和北天門都是奇石景點，南北天門的兩邊都有峭壁左右對峙，惟通過南天門或北天門的山徑及棧道都不是正規的遠足路線，斜度大及須要大量攀爬，且處處是懸崖峭壁，過往曾發生致命事故，一般郊遊人士不應離開鳳凰徑冒然步入穿過天門的山徑。
鳳凰山山頂為著名的觀日地點（俗稱「鳳凰觀日」），漁農自然護理署於鳳凰徑第三段的伯公坳起點設立了日出日落時間表，在山頂上亦興建了山區臨時避風站，以方便遊人在大風寒冷天氣遠足時可以躲進避風站保暖，以免身體遭受強烈的風寒效應而引發低溫症。
由於鳳凰山地勢高，從山頂可眺望大嶼山各地，南面海天一色，北面可見屯門區，以至深圳市摩天大樓及貨櫃碼頭（如平安國際金融中心、華潤春筍及赤灣港）。
昂坪至鳳凰山山頂的山徑又名「天梯」，因梯級落差大而聞名。
鳳凰山曾經獲得由郊野公園之友會、國際獅子總會港澳三零三區及漁農自然護理署舉辦，「香港十大自然勝景」第十名。

### 露營
鳳凰山山頂範圍和山腰的心經簡林並不是香港郊野公園指定露營地點。最近鳳凰山的指定露營點是昂坪營地，位於鳳凰山與彌勒山之間。

## 圖集

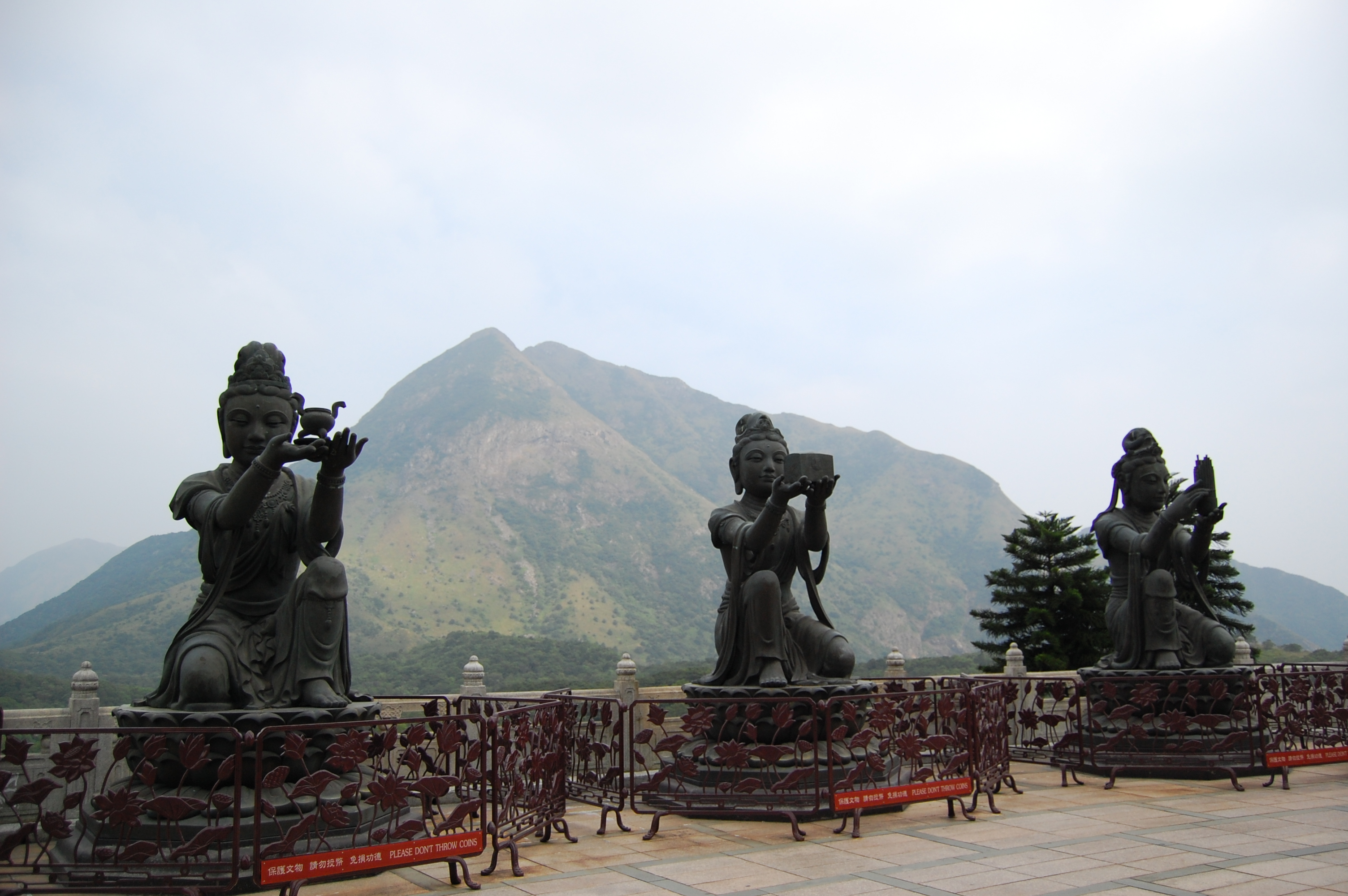
銅像後的鳳凰山
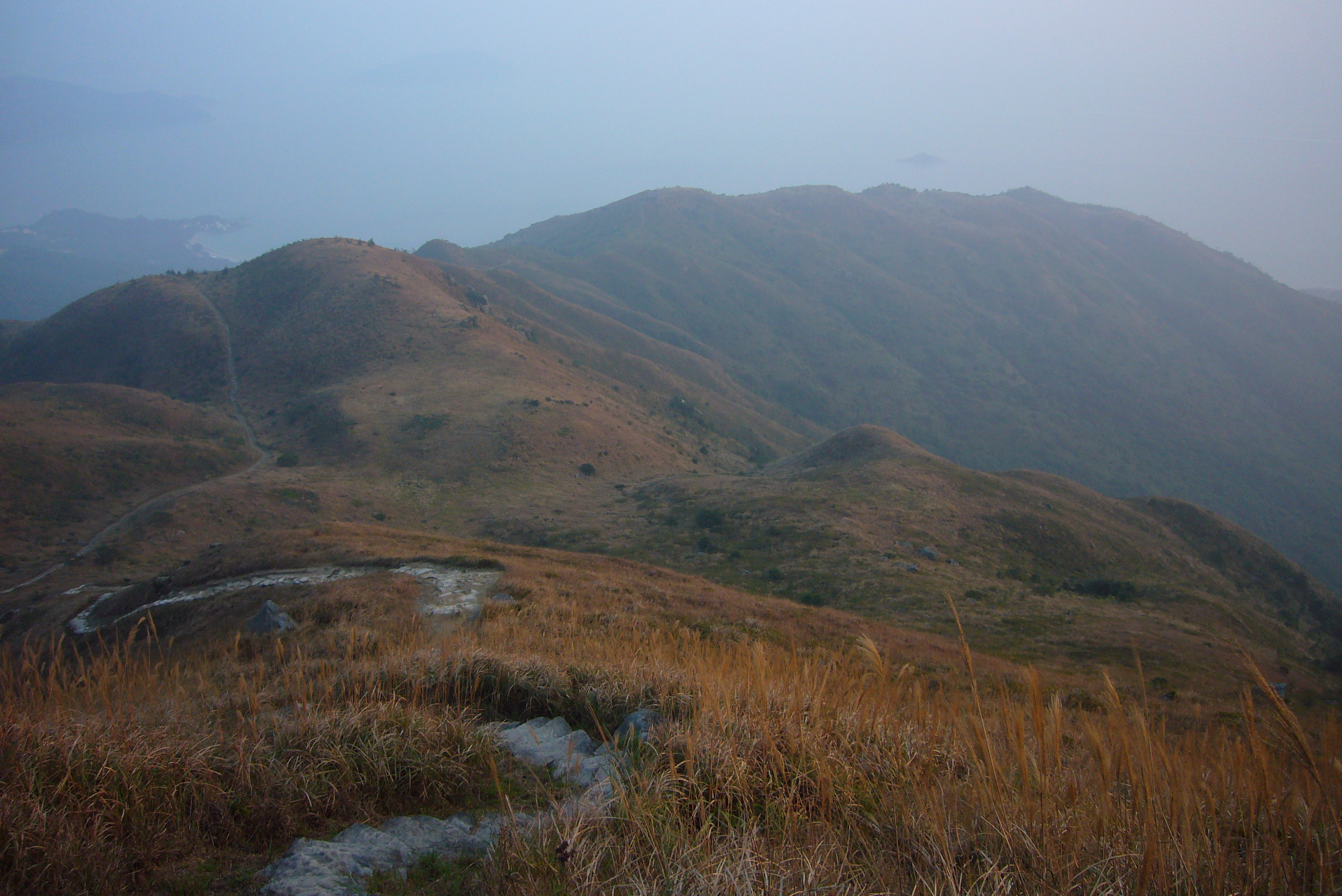
鳳凰山山路
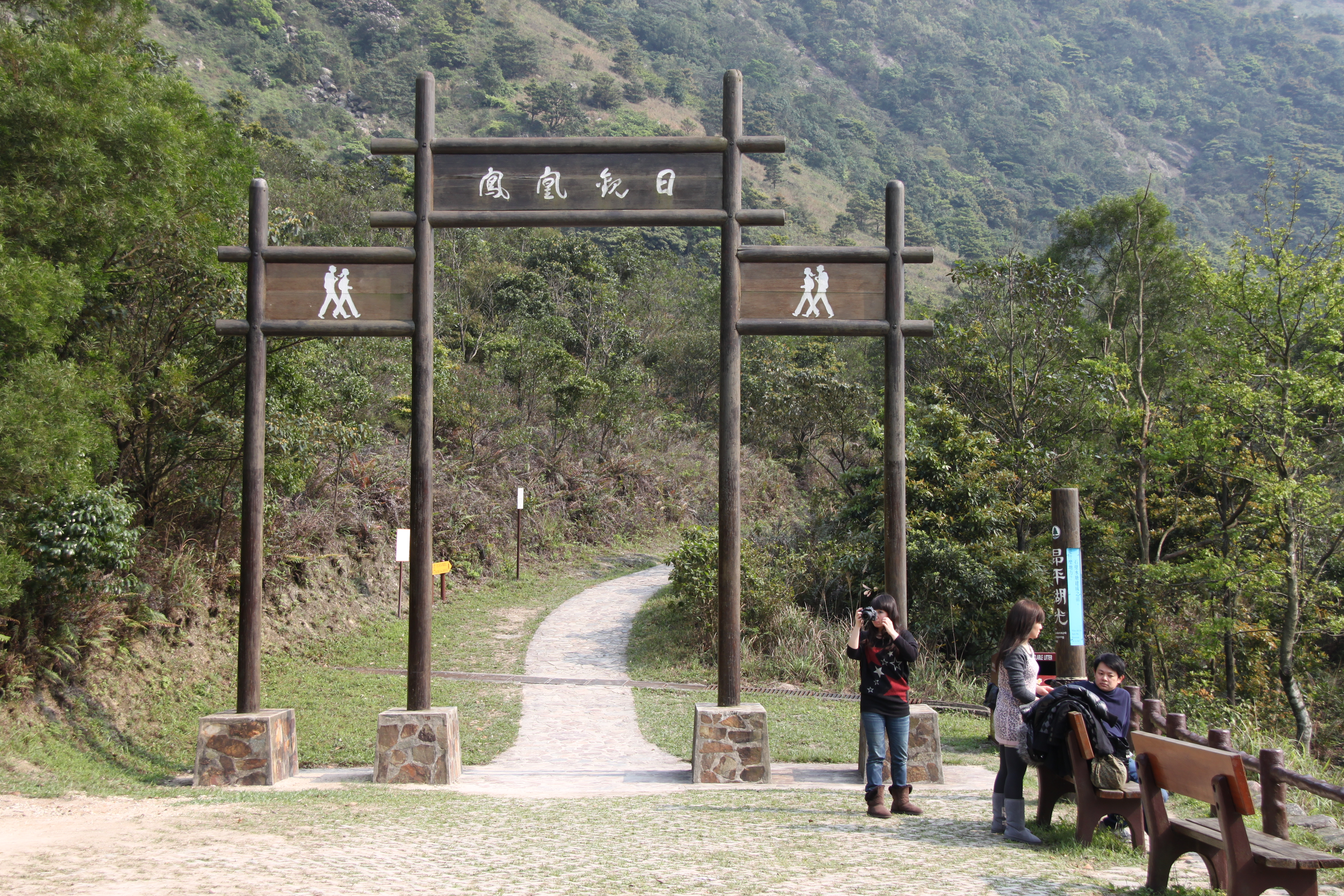
「鳳凰觀日」牌坊
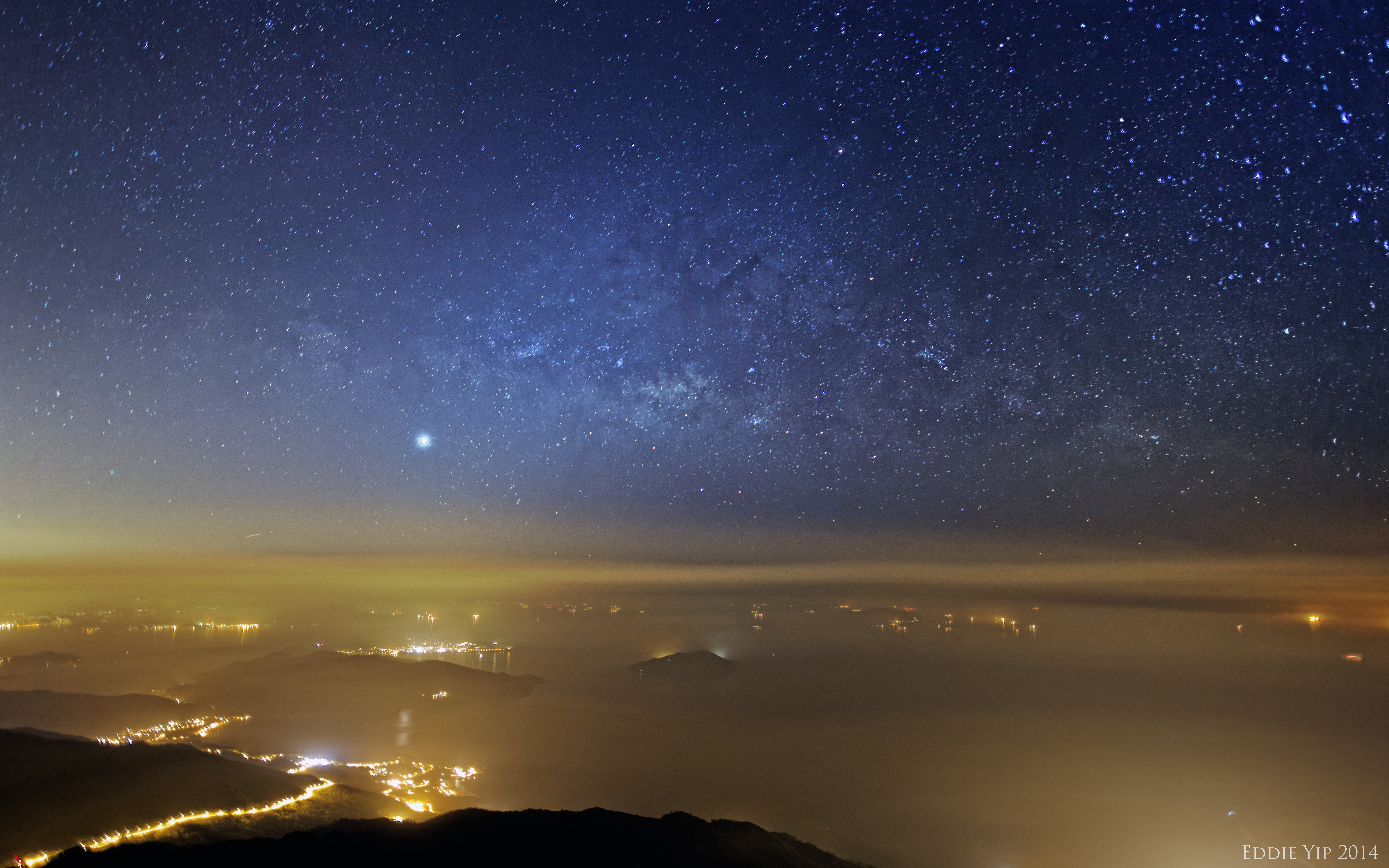
鳳凰山的星空
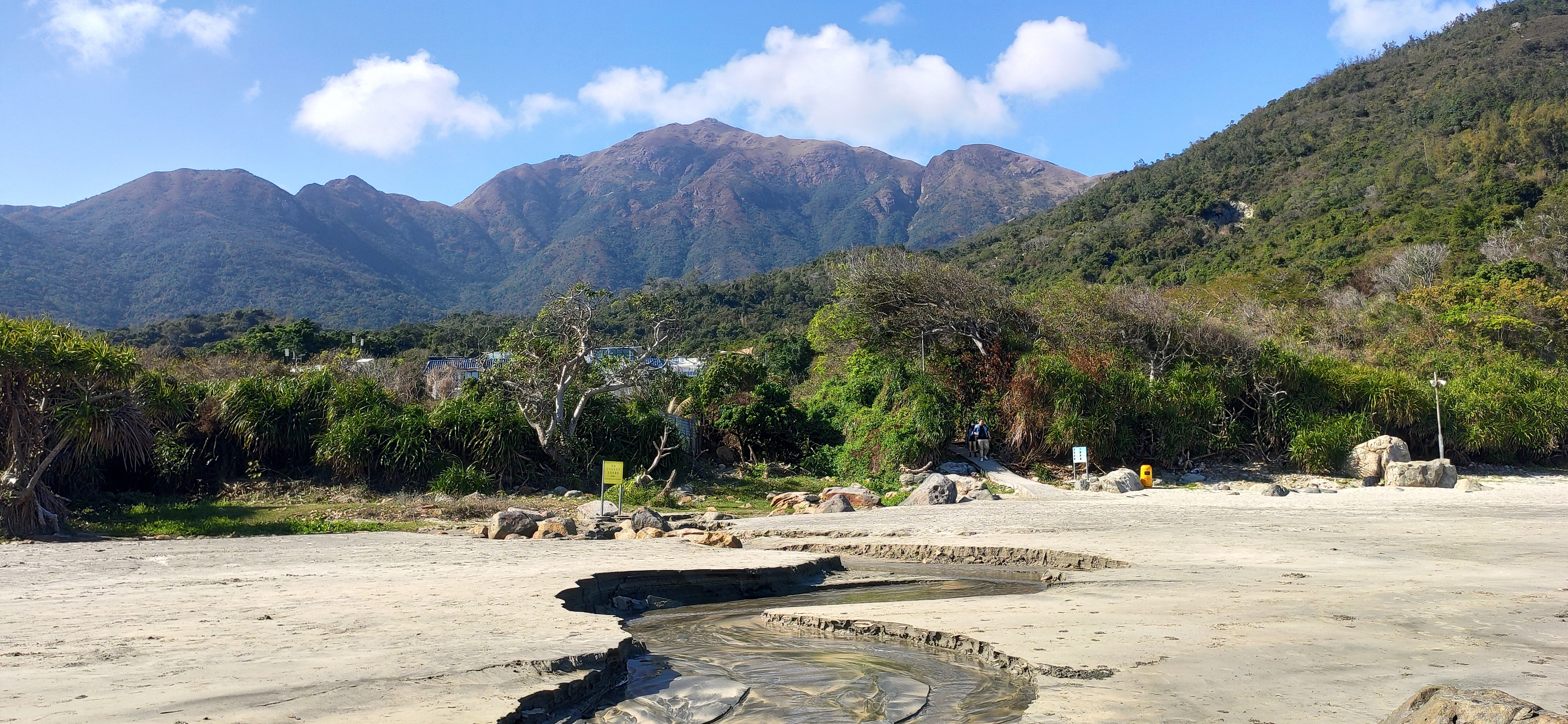
鳳凰山（中）及 狗牙嶺（左）

## 鄰近山峰
- 大東山
- 狗牙嶺
- 木魚山
- 彌勒山

## 参見
- 香港十大自然勝景

## 外部鏈接
- . 山全部都係山 www.hkallshan.com. 1月12日  [12/01/2023]. （原始内容存档于2023-09-23）.
- . 山上行 www.walkonhill.com. 4月16日  [2012-09-19]. （原始内容存档于2020-06-28）.
- . Hikingbook Inc.   [2024-03-05].

 维基共享资源上的相關多媒體資源：鳳凰山